# Фотиев, Фёдор Афанасьевич
Фёдор Афанасьевич Фотиев (26 декабря 1846  [7 января 1847] — 18 [31] декабря 1905, Екатеринбург, Пермская губерния) ― управитель Верх-Исетского завода в 1895―1905 годах.

## Биография
Родился 26 декабря 1846 года в семье отца Афанасия Фотиева, брат Александр Афанасьевич Фотиев. Дочь брата Лидия Александровна Фотиева ― будущая секретарь В. И. Ленина.
Являлся действительным членом Уральского общества любителей естествознания и председателем Верх-Исетского благотворительного общества, попечителем ряда учебных заведений, в том числе Пермского уездного училища.
В разные годы осуществлял сбор средств по квитанционным книжкам, выполнял обязанности уполномоченного отдела, являлся членом с 1895 года, пожизненным действительным членом с 1902 года, а также кандидатом казначея, казначеем с 21 мая 1902 года Екатеринбургского отдела Императорского православного палестинского общества в Пермской губернии, организовывал Палестинские чтения на территории заводского поселка Верх-Исетского завода. Был потомственным почётным гражданином.
Скончался 18 декабря 1905 года. Похоронен на Ивановском кладбище Екатеринбурга.
Семья
Дочь Екатерина Федоровна Ардашева (1874―1896) вышла замуж за мирового судью двоюродного брата В. И. Ленина Александра Александровича Ардашева (23.01.1863, Пермь ― 7.03.1933, Москва). Была моложе супруга на 11 с лишним лет. Значительного приданого не имела. Семья жила в Ирбите в 1893―1895 годах. 25 октября 1895 года открыл нотариальную контору «Нотариус Ардашев» в Екатеринбурге. 9 ноября 1894 года в Ирбите у них родился сын Георгий (Юрий), которого расстреляли в июне 1918 года, дочь Ксения родилась в Екатеринбурге в 1896 году, избежала ареста в июне 1918, благодаря телеграмме В. И. Ленина. Отпуска семья проводила в Казани, в Кокушкине.

## Вклад в науку
В июле 1899 года принимал участие в уральской экспедиции Д. И. Менделеева, предоставил материал, что отмечено в книге «Уральская железная промышленность в 1899 году».